# Max Mabillard
 (décembre 2021).
Si vous disposez d'ouvrages ou d'articles de référence ou si vous connaissez des sites web de qualité traitant du thème abordé ici, merci de compléter l'article en donnant les références utiles à sa vérifiabilité et en les liant à la section « Notes et références ».
Max Mabillard, né le 18 mai 1945 à Sion et mort le 12 février 2001 à Narbonne, est un journaliste suisse originaire de Grimisuat dans le canton du Valais.

## Biographie
Après avoir obtenu sa maturité au collège de Sion, il obtient une licence en droit à l'Université de Lausanne. Il se lance ensuite dans la carrière de journaliste à La Tribune de Genève où il devient chef de la rubrique économique. Il s'oriente ensuite dans le journalisme d’investigation ; avec Roger de Weck, ils révèlent dans un livre les détails du scandale de Chiasso.
Max Mabillard passe ensuite à L'Hebdo, dont il dirige la rubrique économique. En 1989, il crée le mensuel économique Bilan lancé par le groupe Edipresse et le dirige pendant dix ans avant de créer le projet du magazine Futurs, édité par le groupe Agefi.
Il remet sa démission en juin 2000. En octobre 2000, il se retire dans le Sud-Ouest de la France. Il disparaît en février 2001 à Sigean (France) après une brève maladie.